# Luís Leal
Luís Leal dos Anjos (Arrentela, 29 mei 1987) is een voetballer uit Sao Tomé en Principe die bij voorkeur als aanvaller speelt. Hij tekende in 2017 bij het Argentijnse CA Newell's Old Boys.

## Clubcarrière
Leal speelde onder meer voor Atlético CP, Moreirense FC, GD Estoril Praia, União Leiria, GD Estoril Praia, de Saudische clubs Al-Ahli en Al-Ittihad Kalba SC. In 2015 werd hij kortstondig uitgeleend aan Gaziantepspor. In 2015 tekende hij bij het Cypriotische APOEL Nicosia. Vervolgens werd Leal uitgeleend aan CF Os Belenenses. In 2016 tekende hij bij het Paraguayaanse Cerro Porteño. Vervolgens speelde hij ook voor Al-Fateh, het Mexicaanse Jaguares de Chiapas en het Argentijnse Newell's Old Boys.

## Interlandcarrière
Leal maakte drie doelpunten in zeven competitietreffers voor São Tomé und Príncipe.